# تپه بان برز
تپه بان برز مربوط به عصر مس - سده‌های اولیه دوران‌های تاریخی پس از اسلام است و در شهرستان چرداول، بخش هلیلان، ۶۰۰ متری شرق روستای پلکانه واقع شده و این اثر در تاریخ ۲۶ اسفند ۱۳۸۷ با شمارهٔ ثبت ۲۶۰۱۶ به‌عنوان یکی از آثار ملی ایران به ثبت رسیده است.